# Borsovai főesperesség
A borsovai főesperesség az egykor létezett hasonló nevű vármegye plébániáinak az egri püspökség joghatósága alá tartozó részének egyházkormányzati neve, mely jobbára a mai beregi főesperességgel azonos. Ortvay szerint Bereg és Borsova egyébként is azonos területet jelezne, amennyiben ez utóbbi kiegészítő része lett az előbbinek. A főesperesi okmányokban először 1248-ban szerepel.